# Economia da Guiana
A economia da Guiana tem mostrado um crescimento moderado desde 1999, baseado numa expansão dos sectores agrícola e mineiro, numa atmosfera mais favorável para iniciativas empresariais, uma taxa de câmbio mais realista, uma inflação razoavelmente baixa e apoio continuado por parte de organizações internacionais. Os problemas crônicos incluem carências no número de trabalhadores qualificados e infraestruturas deficientes. O governo tenta equilibrar uma dívida externa de grandes dimensões com a necessidade urgente de expansão do investimento público. Os baixos preços de produtos-chave nos sectores mineiro e agrícola, combinados com problemas nas indústrias de bauxita e açúcar ameaçam a já ter posição fiscal do governo e ensombram o futuro.

## Setor primário

### Agricultura
Em 2018, a Guiana produziu 1,2 milhões de toneladas de cana-de-açúcar, 964 mil toneladas de arroz, 136 mil toneladas de coco, além de produções menores de outros produtos agrícolas, como beringela (47 mil toneladas), abacaxi (34 mil toneladas), pimenta (37 mil toneladas), banana (23 mil toneladas), laranja (21 mil toneladas), mandioca (20 mil toneladas), etc.